# Georg Christoph Kornacher

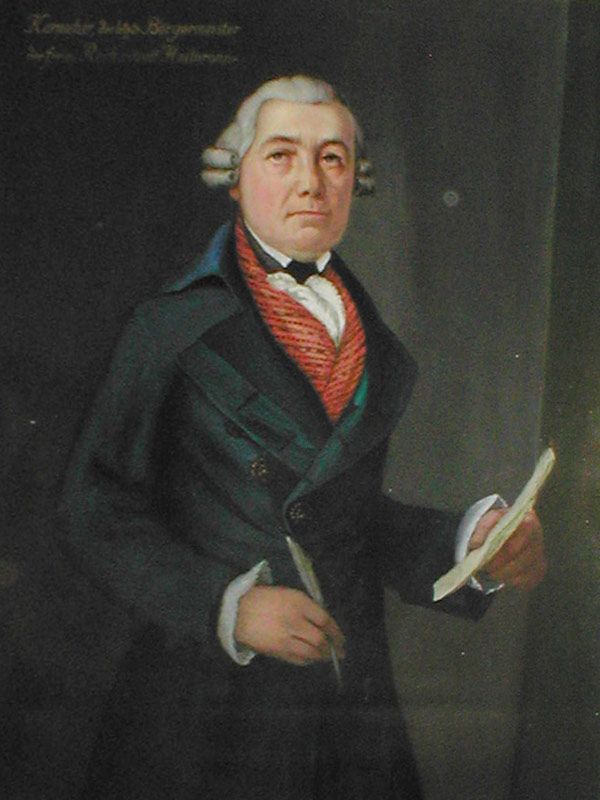
Kornacher-Porträt im Rathaus Heilbronn

Georg Christoph Kornacher (* 20. März 1725 in Heilbronn; † 18. Januar 1803 ebenda) war von 1784 an Bürgermeister der Reichsstadt Heilbronn. Er war der letzte amtierende reichsstädtische Bürgermeister und wurde im Zuge des Übergangs der Stadt an Württemberg am 23. November 1802 seines Amtes enthoben.

## Leben
Er wurde als der Sohn des Lic. iur. Johann Christoph Kornacher und der Maria Magdalena geborene Geiling, Tochter des Heilbronner Bürgermeisters Johann Georg Geiling, geboren. Sein Vater war seit 1711 für den Ritterkanton Odenwald des Ritterkreises Franken der Reichsritterschaft in Kochendorf als Archivsekretär, Syndikus und Konsulent tätig.
Kornacher studierte Rechtswissenschaft an der Universität Halle und war danach ein Jahr beim Prinzen von Birkenfeld in Gelnhausen tätig. Darauf kehrte er nach Heilbronn zurück, wo er 1757 als Archivar in städtische Dienste trat. Ab 1758 war er Mitglied des kleinen, inneren („von den burgern“) Rats. 1784 wurde er zum dritten Bürgermeister gewählt. Die Schwester seiner Mutter war die Frau des zweiten Bürgermeisters Georg Heinrich von Roßkampff, den er mit „Onkel“ anredete. Nach dem Tod des Onkels rückte Kornacher 1794 auf die zweite Bürgermeisterstelle nach. Die Reichsstadt Heilbronn hatte zu jener Zeit jeweils drei Bürgermeister, deren Rang sich nur in der Entlohnung unterschied und die abwechselnd für jeweils vier Monate die Amtsgeschäfte führten. Außer dem Bürgermeisteramt hatte Kornacher zahlreiche weitere Ämter inne: er war Vogt des reichsstädtischen Dorfes Flein, Visitator der Apotheken, Seemeister, Jägermeister, Pfleger des Klaraklosters, Scholarch, Bibliothekar und Oberschützenmeister sowie Ob- und Handwerksherr bei der Kramergesellschaft, den Küfern, Drehern, Kammmachern und Färbern.
Er war der letzte amtierende Bürgermeister der Reichsstadt Heilbronn, die durch die Ereignisse der Napoleonischen Kriege an Württemberg kam. Am 2. September 1802 übernahm Kornacher turnusgemäß die Amtsgeschäfte vom ersten Bürgermeister Gottlob Moriz Christian von Wacks. Bereits eine Woche später besetzte württembergisches Militär die Reichsstadt. Am 23. November 1802 wurde Kornacher durch eine Absetzungserklärung seines Amtes enthoben. Knapp zwei Monate später erlag er am 18. Januar 1803 einem Schlaganfall. Am 25. März 1803 besiegelte der Reichsdeputationshauptschluss die württembergische Besetzung.
Kornacher war ab 1767 verheiratet mit Margareta Katharina Uhl (1746–1811), Tochter des Rosenwirts Johann Georg Uhl und Schwester von August Uhl, Archivar am Kraichgauarchiv in Heilbronn, d. h. am dortigen Archiv des Ritterkantons Kraichgau des Ritterkreises Schwaben der Reichsritterschaft. Der Ehe entstammten fünf Töchter: Margarete Friedericke Kornacher heiratete den preußischen Major Wilhelm von Rosenberg. Johanna Charlotte Kornacher wurde Ehefrau des Apothekers Sicherer. Die dritte Tochter, Elisabeth Gottliebin Kornacher (1773–1858), heiratete den Heilbronner Stadtarzt Christian Johann Klett und galt lange Zeit als Vorbild des Kleist’schen Käthchen von Heilbronn, was durch neuere Forschungen verworfen wurde. Die vierte Tochter Augusta Maria ging eine Ehe mit dem späteren Alpirsbacher Oberamtmann Christian Friedrich Klett ein. Die jüngste Tochter Wilhelmine Catherina Kornacher heiratete 1804 den württembergischen Offizier Georg Friedrich Scharffenstein (1758–1817), der zu den württembergischen Truppen gehört hatte, die im September 1802 Heilbronn besetzt hatten.
Nach Kornacher war von 1923 bis 2008 die inzwischen aufgehobene Kornacherstraße in Heilbronn benannt.